# Stabilità dinamica
Partendo dal concetto di stabilità statica longitudinale, si può osservare come un'aerodina, che si sposta su una traiettoria rettilinea, senza perturbazioni esterne, alla quale si applica una forza perturbatrice, limitata nel tempo e che ne devi la traiettoria, tende a riprendere la traiettoria iniziale.
Essenzialmente l'aerodina staticamente stabile tenderà a riportarsi sulla traiettoria iniziale, passando per una serie di "oscillazioni".
Questo vale non solo per un asse dell'aerodina, come per la stabilità statica, che interessa solo l'asse di beccheggio (longitudinale) ma interessa infatti tutti e tre gli assi del aeromobile; si parlerà quindi di:
- stabilità dinamica longitudinale (asse di beccheggio)
- stabilità dinamica laterale      (asse di rollio)
- stabilità dinamica di imbardata  (asse d'imbardata)

## Stabilità dinamica longitudinale
Nel caso l'aeroplano sia staticamente stabile e, ad esempio, la perturbazione abbia comportato un aumento dell'angolo di attacco, si possono avere tre casi. 
Nel primo caso il velivolo risponde diminuendo l'angolo di attacco a un valore inferiore a quello della configurazione di equilibrio iniziale, comportando una successiva reazione che aumenta nuovamente l'angolo di attacco ma che con successive oscillazioni di ampiezza via via minori tende a riportarlo all'equilibrio iniziale. In questo caso si dice che l'aeroplano è dinamicamente stabile e, una volta trimmato nella sua posizione di equilibrio, non richiede ulteriori interventi correttivi da parte del pilota per mantenere la configurazione di volo impostata.
Se il velivolo risponde continuando ad oscillare intorno alla posizione di equilibrio con ampiezza costante si ha una stabilità dinamica neutra.
Al contrario, se le oscillazioni intorno alla posizione di equilibrio statico andranno aumentando in ampiezza nel tempo, si avrà un velivolo dinamicamente instabile.

### Stabilità dinamica longitudinale a comandi liberi e bloccati
A seconda della configurazione del velivolo, l'analisi delle soluzioni del sistema di equazioni differenziale che descrive la dinamica del moto longitudinale porta a determinati modi propri.
Se il velivolo ha i comandi bloccati (ossia l'equilibratore è solidale con lo stabilizzatore) saranno presenti due moti oscillatori, uno di corto periodo, dell'ordine di pochi secondi, e forte smorzamento in cui il velivolo pur mantenendo una velocità praticamente costante può assumere forti variazioni di assetto , ed uno di lungo periodo (sull'ordine del minuto), grande ampiezza e debole smorzamento in cui il velivolo pur mantenendo un angolo di attacco praticamente costante varia velocità e quota. Tra i due, il secondo (chiamato fugoide) è quello meno insidioso in quanto il pilota è in grado di contrastare la tendenza oscillatoria agendo sull'equilibratore.
Se il velivolo ha i comandi liberi, si aggiungerà un terzo moto oscillatorio di breve periodo (detto di scuotimento) dell'equilibratore intorno all'asse di cerniera.

## Stabilità dinamica latero-direzionale
La stabilità statica latero-direzionale è la capacità di un velivolo di riguadagnare un precedente assetto di equilibrio latero-direzionale una volta esaurito l'effetto di una piccola perturbazione che agisca nel piano di rollio ed imbardata del velivolo stesso.